# Köpenick
Köpenick er en mindre del af bydelsområdet Treptow-Köpenick i det sydøstlige Berlin. 
Allerede før 1200 havde den slaviske stamme, sprevanerne, slået sig ned i området, og givet byen sit navn Copnic, der skulle betyde ø-sted, fordi floden Spree løber lige igennem. Siden cirka 1200 har byen hørt til tysktalende folk. I 1920 blev Köpenick en del af Stor-Berlin, og i 2001 blev bydelen lagt sammen med Treptow, der tilsammen dannede det niende forvaltningsdistrikt i Berlin, Treptow-Köpenick.
Köpenick er især blevet kendt for en episode, som fandt sted den 16. oktober 1906 benævnt Kaptajnen fra Köpenick, hvor den arbejdsløse skomager Wilhelm Voigt bemægtigede sig kommunekassen.  
- Wikimedia Commons har flere filer relateret til Köpenick

52°26′45″N 13°34′38″Ø / 52.4458°N 13.5772°Ø